# Relações entre França e Marrocos
As relações entre França e Marrocos são as relações bilaterais entre a França e o Marrocos.

## História

### Primeira Guerra Franco-Marroquina

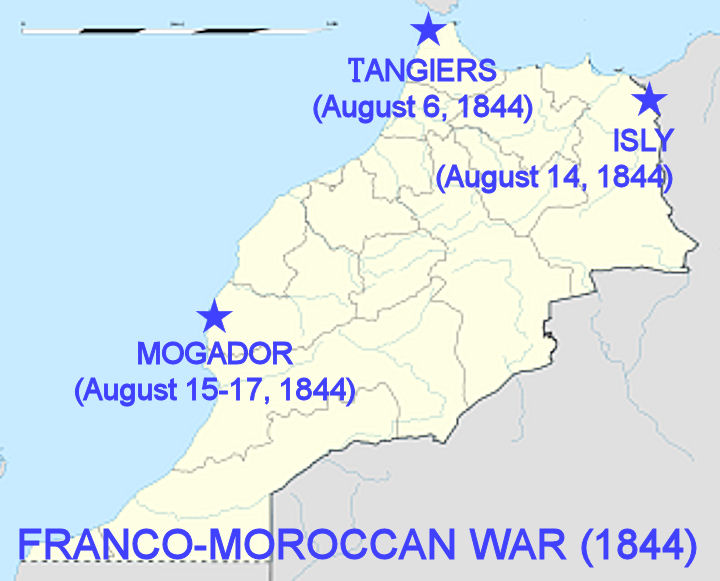
Teatro da Primeira Guerra Franco-Marroquina (1844).

Após os períodos conturbados da Revolução Francesa e das Guerras Napoleônicas, a França voltou a mostrar um forte interesse no Marrocos na década de 1830, como uma possível extensão da sua esfera de influência no Magrebe, depois da Argélia e da Tunísia. A Primeira Guerra Franco-Marroquina aconteceu em 1844, em consequência da aliança de Marrocos com o argelino Abd-El-Kader contra a França. Após vários incidentes na fronteira entre Argélia e Marrocos e a recusa do Marrocos em abandonar seu apoio à Argélia, a França enfrentou o Marrocos vitoriosamente no bombardeio de Tânger (6 de agosto de 1844), na Batalha de Isly (14 de agosto de 1844) e no bombardeio de Mogador (15-17 de agosto de 1844).   A guerra foi formalmente encerrada em 10 de setembro com a assinatura do Tratado de Tânger, no qual Marrocos concordou em prender e banir Abd-El-Kader, reduzir o tamanho de sua guarnição em Oujda e estabelecer uma comissão para demarcar a fronteira. A fronteira, que é essencialmente a fronteira moderna entre Marrocos e Argélia, foi acordada no Tratado de Lalla Maghnia.

### Conquista francesa
O Reino Unido reconheceria a "esfera de influência" da França em Marrocos na Entente Cordiale de 1904. Isso provocou uma reação alemã e a crise de 1905-1906 seria resolvida na Conferência de Algeciras em 1906, formalizando a "posição especial" da França e confiando o policiamento de Marrocos conjuntamente à França e à Espanha. Uma segunda crise marroquina provocada por Berlim, aumentou as tensões das grandes potências europeias, porém o Tratado de Fez (assinado em 30 de março de 1912) fez do Marrocos um protetorado da França. De um ponto de vista estritamente jurídico, o tratado não privou o Marrocos de seu estatuto como um Estado soberano.
No final de 1955, Mohammed V negociou com êxito a gradual restauração da independência marroquina dentro de um quadro de interdependência franco-marroquina.

## Tempos modernos
A França continua a ser o principal parceiro comercial (fornecedor e cliente) do Marrocos. A França é também o principal credor e investidor estrangeiro em Marrocos. Os marroquinos também investem na França, uma vez que a Força Real Aérea Marroquina  tem uma boa confiança nas tecnologias aeronáuticas francesas.
Atualmente, as relações entre a República da França e o Reino de Marrocos permanecem muito amigáveis e baseadas principalmente no comércio e turismo. Isso é confirmado pelo fato de que o rei Mohammed VI escolheu a França como sua primeira visita de Estado e o presidente francês retornou o favor. Além disso, a França assinou documentos para construir uma linha de trem de alta velocidade em Marrocos. 